# 五七指示
《五七指示》（或作《五·七指示》）是中华人民共和国文化大革命前夕，1966年5月7日，毛泽东审阅中央军委总后勤部《关于进一步搞好部队农副业生产的报告》后，致林彪的信。5月7日，毛澤東在林彪寄來之軍委總後勤部之一個報告上寫下批語，提出「軍隊應該是一個大學校」，「這個大學校，學政治、學軍事、學文化」，「又要隨時參加批判資產階級的文化革命鬥爭」:107-108。

## 内容
该信部分內容如下：
| 「林彪同志： ……只有在沒有發生世界大戰的條件下，军队应该是一个大学校，即使在第三次世界大戰爆發的條件下，很可能也成為一個這樣的大學校，除打仗以外，還可做各種工作，第二次世界大戰的八年中，各個抗日根據地，我們不是這樣做了嗎？這個大學校，学政治，学军事，学文化。又能从事农副业生产。又能办一些中小工厂，生产自己需要的若干产品和与国家等价交换的产品。又能从事群众工作，参加工厂农村的社教『四清』运动；『四清』完了，随时都有群眾工作可做，使軍民永遠打成一片；又要隨時参加批判资产阶级的文化革命斗争。這樣，軍學、軍農、軍工、軍民這幾項都可以兼起來，但要調配適當，要有主有從，農、工、民三項，一個部隊只能兼一項或兩項，不能同時都兼起來。這樣，幾百萬軍隊所起的作用就是很大的了。 同樣，工人也是这样，以工為主，也要兼學軍事、政治、文化，也要搞‘四清’，也要參加批判資產階級。在有條件的地方，也要從事農副業生產，例如大慶油田那樣。 农民以农为主（包括林、牧、副、渔），也要兼學軍事、政治、文化，在有條件的時候也要由集體辦些小工廠，也要批判資產階級。 学生也是这样，以学为主，兼学别样，即不但学文，也要学工、学农、学军，也要批判资产阶级。学制要缩短，教育要革命，资产阶级知识分子统治我们学校的现象，再也不能继续下去了。 商業、服務行業、黨政機關工作人員，凡有條件的，也要這樣做。 以上所說，已經不是什麼新鮮意見，創造發明。多年以來，很多人已經是這樣做了，不過還沒有普及。至於軍隊，已經這樣做了幾十年，不過現在更要有所發展罷了。 毛澤東 一九六六年五月七日」:154 |

这封信的论述，远远超越了对部队农副业生产作批示的范围，而对军队的社会角色和功能（预示着军队统摄全局的社会稳定作用），甚至对范围更为广泛的社会模式、政治－经济－文化制度，都有构思宏大的设计。如果说《给江青的一封信》、《五·一六通知》是毛泽东之于文革“破”的纲领，《五·七指示》就是“立”的纲领。5月15日，中央批語：
| 「……中央希望你們接到這個指示後，應該認真地學習、研究，積極地、有計劃有步驟地貫徹執行，你們的意見和布置情況如何，請及時報告。 中央 一九六六年五月十五日」:154 |

## 指示的公布
1966年8月1日，《人民日报》发表了一篇经毛泽东审阅过的社论——《全国都应该成为毛泽东思想的大学校》，公布了毛泽东的这一指示，并第一次对此进行了权威的解读，比较敏锐地触及到了毛泽东遐想的核心。文章说，“五·七指示”是“毛泽东同志总结了我国社会主义革命和社会主义建设的各种经验，研究了十月革命以来国际无产阶级革命和无产阶级专政的各种经验，特别是吸取了苏联赫鲁晓夫修正主义集团实行资本主义复辟的严重教训，创造性地对如何防止资本主义复辟、巩固无产阶级专政、保证逐步向共产主义过渡这些问题，作出了科学答案”。“毛泽东同志提出的各行各业都要办成亦工亦农，亦文亦武的革命化大学校的思想，就是我们的纲领。”社论还认为，按照“五·七指示”去做，那么，就“能够进一步又多又快又好又省地建设社会主义，能够更快地铲除资本主义、修正主义的社会基础和思想基础”，“就可以促进逐步缩小工农差别、城乡差别、体力劳动和脑力劳动的差别”，“就可以培养出有高度政治觉悟的、全面发展的亿万共产主义新人”。

## 评论
可以说，这是毛泽东文革前对理想国的一次展望。除了紧迫的现实政治目标和生存需要外，还有他心目中的美好新世界驱使他投下赌注。这个美好新世界，是以所谓人的全面发展、社会的封闭自足为特征的，政社一体化的农业文明的典范。这是一个以阶级斗争为纲，取消社会分工，自给自足、限制并消灭商品生产，把低水平公平当成最高目标，不以效率为价值取向的社会模式。这就是毛泽东心目中的共产主义社会。文革时的许多现象，诸如五七干校（建立之后又经历了它自己的演变）、战备学校，校办工厂，工厂、街道的农场，在校生的学工、学农、学军等等“新生事物”和社会实践，都是在这一指示精神指导下孕育、产生的。
有学者认为，这可能与毛泽东青年时代所受到的日本学者武者小路实笃的新村主义的影响有关。
1920年5月毛泽东应新民学会会员彭璜之约，和同学张文亮等一起在上海试验过为期一个多月的工读生活。这一举动显然受到新村主义的影响。同年7月他离沪返湘，在武汉同恽代英交换过具有新村性质的利群书社和利群毛巾厂的经验（而在晚年毛泽东记忆中，林彪是恽代英、林育南、张浩等组织的互助社的成员）。回长沙后，毛泽东即发起成立了文化书社。
新村主义是将克鲁泡特金的互助主义、托尔斯泰的泛劳动主义、北美的工读主义烩于一锅的小资产阶级空想社会主义，认为不需要实行暴力革命，也不需要生产力的极大提高，只要在乡村组织和推广共同劳动、共同消费，实行各尽所能、各取所需的新村并普及教育，就能战胜资产阶级，逐步在世界上建成“社会主义天国”。20世纪初武者小路实笃在日本宫崎县高城石河内村曾经尝试着实践他的新村理想。经日本“转口贸易”，是中国近现代思想史中西方思想传播的常规渠道。
1958年办起一大二公人民公社的起因，部分与毛泽东的这段早期经历有关。文革发起在即，毛泽东再次回忆起了自己青年时代未竟的理想。

### 引用
1. ↑  中共中央文獻研究室，逄先知、金沖及主編 (编).  香港第一版. 香港: 中和出版. 2011. ISBN 978-988-15116-8-3.
2. 1 2  中國革命歷史博物館：《前進的足迹：圖說中華人民共和國簡史》，三聯書店(香港)有限公司，1995，ISBN 9620412931
3. 1 2 3  王禄林，“五·七”指示初探，党史研究1987年第2期
4. ↑  本报评论员，全国都应该成为毛泽东思想的大学校——纪念中国人民解放军建军三十九周年，人民日报1966年8月1日
5. ↑  黄瑶，毛泽东为何把“五·七指示”写给林彪，炎黄春秋2003年第9期